# Liste der Kommandeure der Offizierschule der Luftwaffe
Diese Liste der Kommandeure der Offizierschule der Luftwaffe verzeichnet die Offiziere der Luftwaffe der Bundeswehr, die seit Gründung 1956 Kommandeur der Offizierschule der Luftwaffe waren. Bis auf den Gründungskommandeur Oberst Rudolf Löytved-Hardegg bekleiden die Amtsinhaber den Dienstgrad eines Brigadegenerals. Die Schule war an den Standorten Faßberg (1956–1958) und Neubiberg (1958–1977) stationiert, seit 1977 ist sie in Fürstenfeldbruck beheimatet, wo auch der Schulkommandeur seinen Sitz hat.

## Kommandeure
| Nr. | Dienstgrad | Name                   | Bild | Lebensdaten | Standort                     | Beginn der Amtszeit | Ende der Amtszeit  | Weitere bedeutende Verwendungen |
| --- | ---------- | ---------------------- | ---- | ----------- | ---------------------------- | ------------------- | ------------------ | --- |
| 01  | Oberst     | Rudolf Löytved-Hardegg |      | 1905–2003   | Faßberg / Neubiberg          | 1. Oktober 1956     | 31. Dezember 1958  | |
| 02  | BrigGen    | Richard Heuser         |      | 1905–1988   | Neubiberg                    | 1. Januar 1959      | 20. Juni 1961      | |
| 03  | BrigGen    | Konrad Stangl          |      | 1913–1993   | Neubiberg                    | 21. Juni 1961       | 30. September 1963 | |
| 04  | BrigGen    | Willi Wagenknecht      |      | 1912–1998   | Neubiberg                    | 1. Oktober 1963     | 30. September 1967 | |
| 05  | BrigGen    | Josef Jaitner          |      | 1914–2006   | Neubiberg                    | 1. Oktober 1967     | 31. März 1971      | |
| 06  | BrigGen    | Werner Schmitz         |      | 1921–1977   | Neubiberg                    | 1. April 1971       | 30. September 1973 | |
| 07  | BrigGen    | Karl-Heinz Franke      |      | 1922–1994   | Neubiberg                    | 1. Oktober 1973     | 31. Dezember 1974  | Kommandeur der 4. Luftwaffendivision in Aurich, stellvertretender Kommandierender General des Luftflottenkommandos, wurde in dieser Funktion wegen der Rudel-Affäre zusammen mit Walter Krupinski 1976 in den einstweiligen Ruhestand versetzt                                                                            |
| 08  | BrigGen    | Wolfgang Kessler       |      | 1922–2020   | Neubiberg / Fürstenfeldbruck | 1. Januar 1975      | 30. September 1977 | |
| 09  | BrigGen    | Fred Noack             |      | 1931–2024   | Fürstenfeldbruck             | 1. Oktober 1977     | 31. März 1979      | |
| 10  | BrigGen    | Horst Lamberty         |      | 1931–2020   | Fürstenfeldbruck             | 1. April 1979       | 31. März 1983      | |
| 11  | BrigGen    | Hubert Marquitan       |      | * 1937      | Fürstenfeldbruck             | 1. April 1983       | 30. September 1984 | 1984 bis 1991 Kommandierender General des Lufttransportkommandos in Münster, 1991 bis 1994 stellvertretender Befehlshaber und Kommandeur des Korps- und Territorialkommandos Ost in Potsdam, 1994 bis 1996 Kommandierender General des Luftwaffenkommandos Süd und Commander Combined Air Operations Centre in Meßstetten |
| 12  | BrigGen    | Jürgen Schnell         |      | * 1935      | Fürstenfeldbruck             | 1. Oktober 1984     | 30. September 1986 | Stellvertreter des Generalinspekteurs der Bundeswehr, zugleich Inspekteur der Zentralen Militärischen Dienststellen der Bundeswehr |
| 13  | BrigGen    | Friedrich P. Busch     |      | * 1938      | Fürstenfeldbruck             | 1. Oktober 1986     | 31. Dezember 1988  | |
| 14  | BrigGen    | Bruno Mielke           |      | * 1936      | Fürstenfeldbruck             | 1. Januar 1989      | 13. Februar 1991   | |
| 15  | BrigGen    | Jörg Köpke             |      | 1941–2021   | Fürstenfeldbruck             | 14. Februar 1991    | 15. März 1994      | Amtschef Luftwaffenamt |
| 16  | BrigGen    | Hans-Werner Jarosch    |      | * 1942      | Fürstenfeldbruck             | 16. März 1994       | 11. März 1999      | |
| 17  | BrigGen    | Johann-Georg Dora      |      | * 1948      | Fürstenfeldbruck             | 12. März 1999       | 18. September 2000 | Stellvertreter des Generalinspekteurs der Bundeswehr |
| 18  | BrigGen    | Heinz Marzi            |      | * 1947      | Fürstenfeldbruck             | 18. September 2000  | 19. September 2001 | 2004 bis 2009 stellvertretender Inspekteur der Luftwaffe |
| 19  | BrigGen    | Norbert Finster        |      | * 1951      | Fürstenfeldbruck             | 20. September 2001  | 26. August 2003    | |
| 20  | BrigGen    | Jochen Both            |      | * 1954      | Fürstenfeldbruck             | 27. August 2003     | 28. April 2005     | Kommandeur des NATO Airborne Early Warning & Control Force Command |
| 21  | BrigGen    | Gerhard Schulz         |      | * 1950      | Fürstenfeldbruck             | 29. April 2005      | 31. März 2008      | |
| 22  | BrigGen    | Klaus Habersetzer      |      | * 1957      | Fürstenfeldbruck             | 1. April 2008       | 4. April 2012      | Kommandeur des Zentrum Luftoperationen sowie Commander Combined Air Operations Centre (CAOC) Uedem |
| 23  | BrigGen    | Bernhardt Schlaak      |      | * 1959      | Fürstenfeldbruck             | 4. April 2012       | 21. September 2016 | Vice Chairman des NATO Air and Missile Defence Committee, Stellvertreter des Kommandierenden Generals und Chef des Stabes im Luftwaffentruppenkommando |
| 24  | BrigGen    | Michael Traut          |      | * 1964      | Fürstenfeldbruck             | 21. September 2016  | 14. August 2020    | Erster Kommandeur des Weltraumkommandos der Bundeswehr |
| 25  | BrigGen    | Stefan Scheibl         |      | * 1963      | Fürstenfeldbruck             | 14. August 2020     | 9. Dezember 2024   | Zuvor Deputy Director European Air Group |
| 26  | BrigGen    | Gero von Fritschen     |      | * 1970      | Fürstenfeldbruck             | Januar 2025         | Januar 2025        | |